# Äntasjön (Rolfstorps socken, Halland)
Äntasjön är en sjö i Varbergs kommun i Halland och ingår i Himleåns huvudavrinningsområde. Sjön är 10 meter djup, har en yta på 0,0741 kvadratkilometer och befinner sig 99 meter över havet. Sjön avvattnas av vattendraget Stenån. Vid provfiske har bland annat abborre, gädda, mört och sarv fångats i sjön.

## Delavrinningsområde
Äntasjön ingår i det delavrinningsområde (634036-130033) som SMHI kallar för Mynnar i Himleån. Medelhöjden är 101 meter över havet och ytan är 20,03 kvadratkilometer. Det finns inga avrinningsområden uppströms utan avrinningsområdet är högsta punkten. Stenån som avvattnar avrinningsområdet har biflödesordning 2, vilket innebär att vattnet flödar genom totalt 2 vattendrag innan det når havet efter 20 kilometer. Avrinningsområdet består mestadels av skog (78 %) och jordbruk (13 %). Avrinningsområdet har 0,73 kvadratkilometer vattenytor vilket ger det en sjöprocent på 3,6 %.

## Fisk
Vid provfiske har följande fisk fångats i sjön:
- Abborre
- Gädda
- Mört
- Sarv
- Sutare